# Manfred Spitzer
Manfred Spitzer (nascido em 27 de maio de 1958) é um neurocientista, psiquiatra e autor alemão.

## Biografia
Manfred Spitzer nasceu em 27 de maio de 1958 em Lengfeld, Darmstadt, Hesse, Alemanha. Depois de seu Abitur no Max-Planck-Gymnasium em Groß-Umstadt, estudou medicina, filosofia e psicologia na Universidade de Freiburg. Durante este tempo ganhou seu dinheiro para viver como músico de rua entre outras profissões. Spitzer é o editor do jornal comercial Nervenheilkunde e membro do Conselho de Curadores da Stiftung Louisenlund. Ele tem uma opinião controversa sobre smartphones, dizendo que eles tornam as crianças "krank" ("doentes"), "dumm" ("estúpidas") e "süchtig" ("viciadas") e só devem ser permitidas sem supervisão aos 18 anos e acima. Alguns cientistas discordam disso e dizem que esses dispositivos são muito importantes no mundo de hoje e podem ser muito úteis e as crianças precisam aprender a usá-los o mais cedo possível.
Ele tem sete filhos, incluindo Thomas Spitzer.

## Prêmios
- 1992: DGPPN-Duphar-Forschungsförderpreis da Deutsche Gesellschaft für Psychiatrie und Psychotherapie, Psychosomatik und Nervenheilkunde[9]
- 2002: Cogito-Preis da Fundação Cogito[10]

## Obras (seleção)
- Halluzinationen. Ein Beitrag zur allgemeinen und klinischen Psychopathologie. Springer, Berlim 1988,ISBN 3-540-18611-5 .
- Era Wahn? Untersuchungen zum Wahnproblem. Springer, Berlim 1989,ISBN 3-540-51072-9 .
- Geist im Netz. 1996.
- com Leo Hermele: Von der Degeneration zur Antizipation – Gedanken zur nicht-Mendelschen Vererbung neuropsychiatrischer Erkrankungen aus historischer und aktueller Sicht. In: Gerhardt Nissen, Frank Badura (Hrsg. ): Schriftenreihe der Deutschen Gesellschaft für Geschichte der Nervenheilkunde. Banda 2. Würzburg 1996, S. 111–127.
- Ketchup und das kollektive Unbewusste. Geschichten aus der Nervenheilkunde. Schattauer, Stuttgart 2001,ISBN 3-7945-2115-3 .
- Lernen. Gehirnforschung und die Schule des Lebens. , 2002,ISBN 9783827413963 .
- Música em Kopf: Hören, Musizieren, Verstehen und Erleben im neuronalen Netzwerk. 2002.
- Selbstbestimmen. Gehirnforschung und die Frage: Sollen wir tun? 2004.
- Frontalhirn e Mandelkern. Letzte Meldungen aus der Nervenheilkunde. 2005.
- Vorsicht Bildschirm! Elektronische Medien, Gehirnentwicklung, Gesundheit und Gesellschaft. Klett, Stuttgart 2005,ISBN 3-12-010170-2 .
- Gott-Gen e Grossmutterneuron. Geschichten von Gehirnforschung und Gesellschaft. 2006.
- Mozarts Geistesblitze. Wie uner Gehirn Musik verarbeitet. 2006.
- Vom Sinn des Lebens. Wege statt Werke. Schattauer, Stuttgart 2007,ISBN 978-3-7945-2563-8 .
- Liebesbriefe und Einkaufszentren. Meditationen im und über den Kopf. Schattauer Verlag, 2008,ISBN 978-3-7945-2627-7 .
- Medizin für die Bildung. Ein Weg aus der Krise. 2010,ISBN 978-3-8274-2677-2 .
- Wie Kinder denken lernen 2010,ISBN 978-3-902533-26-5 . (4 horas, 300 min. )
- Wie Erwachsene denken und lernen. 2011,ISBN 978-3-902533-38-8 . (3 Horas, 210 min. )
- Nichtstun, Flirten, Küssen e outros Leistungen des Gehirns. Schattauer Verlag, 2011,ISBN 978-3-7945-2856-1 .
- Digital Demenz. Wie wir uns und unsere Kinder um den Verstand bringen. Droemer Knaur, Munique 2012,ISBN 978-3-426-27603-7 . (Número 1 da lista de best-sellers de Spiegel de 27 de agosto de 2012 a 9 de setembro de 2012)
- como editor: Heinz Janisch, Carola Holland: Tom und der König der Tiere (= Leben Lernen. 1). 2012,ISBN 978-3-902533-43-2 .
- como editor: Heinz Janisch, Susanne Wechdorn: Mein Freund, der Rasenmäher (= Leben Lernen ). 2012,ISBN 978-3-902533-45-6 .
- Das (un)soziale Gehirn. Schattauer, Stuttgart 2013,ISBN 978-3-7945-2918-6 .
- Rotkäppchen und der Stress. Schattauer, Stuttgart 2014,ISBN 978-3-7945-2977-3 .
- Cyberkrank! Wie das digitalisierte Leben unsere Gesundheit ruiniert. Droemer, Munique 2015,ISBN 978-3-426-27608-2 .
- Früher war alles später. Schattauer, Estugarda 2017,ISBN 978-3-7945-3243-8 .
- Einsamkeit. Die unerkannte Krankheit. Schmerzhaft. Ansteckend. Tödlich. Droemer, Munique 2018,ISBN 978-3-426-27676-1 .
- Die Smartphone-Epidemie. Gefahren für Gesundheit, Bildung und Gesellschaft. Klett-Cotta, Estugarda 2018,ISBN 978-3-608-96368-7 .